# Caddo Lake
Caddo Lake är en amerikansk skräck- och thrillerfilm som hade premiär på Max den 10 oktober 2024. Den är regisserad av Logan George och Celine Held, som även skrivit filmens manus.

## Handling
Filmen utspelar sig vid Caddo Lake och kretsar kring försvinnandet av en åttaårig flicka och hur tidigare dödsfall och försvinnanden länkas samman av en familjs tragiska historia.

## Rollista (i urval)
- Dylan O'Brien
- Eliza Scanlen
- Lauren Ambrose
- Eric Lange
- Sam Hennings